# Богуславец, Анна Ульяновна
Анна Ульяновна Богуславец (06.01.1919, Сумская область — 01.08.1993) — звеньевая колхоза «Маяк» Роменского района Сумской области Украины.

## Биография
Родилась 6 января 1919 года в селе Николаевка, Роменского района Сумской области Украины в крестьянской семье. Украинка. В 1930 году окончила среднюю школу.
Трудовую деятельность начала работницей колхоза «Маяк» Роменского района, с 1936 года — звеньевая по выращиванию махорки, кок-сагиза, коконов тутового шелкопряда.
Указом Президиума Верховного Совета СССР от 6 апреля 1951 года звеньевой колхоза «Маяк» Богуславец Анне Ульяновне присвоено звание Героя Социалистического Труда с вручением ордена Ленина и Золотой медали «Серп и молот».
В 1952 году окончила курсы бригадиров-шелководов в городе Миргород Полтавской области Украины. Возглавила бригаду шелководов в родном колхозе, а в 1958 году — овощную бригаду.
Затем переехала в город Ромны Сумской области Украины, где работала в системе гражданского питания. Скончалась 1 августа 1993 года.
Награждена орденом Ленина, медалями.